# چند کوچه پایین‌تر
چند کوچه پایین‌تر فیلمی به کارگردانی سیروس رنجبر که در سال ۱۳۹۱ برای شبکه ۳ سیمای جمهوری اسلامی ایران ساخته شد.

## خلاصه
آقا محمود کارمند میانه‌سال شرکت بیمه با ماجرای عجیب خودروی خود مواجه می‌شود، به این ترتیب که سارق شبها خودرو را می‌دزدد و صبح‌ها باز می گرداند. آقا محمود برای کشف علت وانگیزه سارق وارد تجربه‌ای تازه در زندگی خود می‌شود